# FANZA 어덜트 어워드
FANZA어덜트 어워드(일본어: FANZAアダルトアワード, 영어: FANZA ADULT AWARD)는 일본의 성인 비디오 관련 상이다.

## 개요
성인용 상품을 전문으로 판매하는 일본 최대 규모의 전자 상거래 사이트인 DMM.R18을 운영하는 DMM.com이 주최하는 상이다. 2014년 2월 3일에 처음 개최가 언급되었다. 이 상은 2008년과 2009년에 개최되었다가 중단된 AV 그랑프리를 계승한 것이다. 2015년에는 상의 명칭이 《DMM.R18성인상》으로 변경되었다.
후보에 오르는 작품은 DMM.R18에서 판매되고 있는 모든 작품이며, 개최 전년도에 발표한 작품이다. 여기에 데이터를 바탕으로 인터넷 투표를 통해 인기 순위를 매겨 수상작을 결정한다. 투표에는 DMM 회원 ID 한 개당 한 번씩 참여할 수 있다.

## 시상 부문
- 개인상
  - 최우수 / 우수여배우상 : 후보 대상이 되려면 개최 전년도에 6 작품 이상 발표해야한다.
  - 최우수신인상 : 개최 전년도에 데뷔해 3 편 이상 발표해야 한다.
  - 특별상
  - 화제상
  - 스페셜프레젠터상 : 발표자의 독단으로 선정한다.
  - 미디어상 : 도쿄 스포츠, 주간 플레이보이, 주간 대중, 아사히 예능, 주간 실화, 일간 겐다이, 월간 DMM에서의 활약을 종합해서 선정한다.

- 작품상
  - 최우수작품상 : 통신 판매, 웹 동영상, 작품 대여 부문으로 세분화된다.

## 주요 출연자
- 사회 : 아사미 유마 (홍보 및 발표자),[4] 이데 다이스케
- 발표자 : 마츠에 타츠야 (작품상)

### 2014년
- 발표자 : 켄도 코바야시 (최우수여배우상), 오오쿠보 카요코 (특별상)
- 특별발표자 : 이시하라 마코친
- 출연가수[5] : DJ KAORI, yurisa, BiS, DJ QP

### 2015년
- 발표자 : 우에하라 아이 (최우수여배우상), 아야미 슌카 (우수여배우상), 릴리 프랭키 (최우수여배우상), 시라이시 마리나 (최우수신인여배우상), 요시자와 아키호 (화제상), 노모토 에이스케 (미디어상)
- 특별발표자 : 스이도바시 하카세
- 출연가수[6] : color-code, 카멘죠시 (스팀걸즈), Charisma.com, 키요시 류진25

## 수상 후보
아래의 내용은 후보로 확정된 시점에서의 소속사, 전속 정보이며, 데이터는 DMM.R18의 연간 AV 여배우 랭킹이다.

### 최우수여배우상
| 색인 | \| \| | 후보에서 제외됨 |
|      |       |                 |

| 2014년          | 2014년        | 2014년               | 2014년  | 2014년  | 2014년   | 2014년                                 |
| 이름            | 전속          | 소속사               | 데이터  | 데이터  | 데이터   | 비고                                   |
| 이름            | 전속          | 소속사               | VOD매출 | DVD매출 | 대여매출 | 비고                                   |
| --------------- | ------------- | -------------------- | ------- | ------- | -------- | -------------------------------------- |
| 아스카 키라라   | S1            | Diaz Planners        | -       | 33위    | -        | 스카파! 성인방송대상 2009 여배우상     |
| 아스카 키라라   | S1            | Diaz Planners        | -       | 33위    | -        | AV 30 인기투표 65위                    |
| 아야미 슌카     | PRESTIGE      | MARKS JAPAN          | 26위    | 6위     | 2위      | 상위 3위 이내 득표자                   |
| 우에하라 아이   | -             | mine's               | 1위     | 1위     | 1위      | 상위 3위 이내 득표자                   |
| 오하시 미쿠     | MOODYZ        | KEY_STONE PRODUCTION | 16위    | 34위    | 31위     | 은퇴를 발표해서 제외                   |
| 키시 아이노     | 아이디어 포켓 | Duo Entertainment    | 10위    | 46위    | 52위     | AV 30 인기투표 28위                    |
| 사쿠라 마나     | SOD create    | mine's               | -       | 23위    | 9위      | 스카파! 성인방송대상 2013 신인여배우상 |
| JULIA           | MOODYZ        | Production CLAP      | 15위    | 7위     | 14위     | AV 30 인기투표 29위                    |
| JULIA           | OPPAI         | Production CLAP      | 15위    | 7위     | 14위     | 상위 3위 이내 득표자                   |
| 스노하라 미키   | -             | BELLTECH PRODUCTION  | 37위    | 17위    | 11위     |                                        |
| 츠보미          | WANZ FACTORY  | Vanquish             | 2위     | 3위     | 5위      | AV 30 인기투표 1위                     |
| 츠보미          | MOODYZ        | Vanquish             | 2위     | 3위     | 5위      | AV 30 인기투표 1위                     |
| 요시자와 아키호 | MAXING        | aina group           | 6위     | 5위     | 15위     | 스카파! 성인방송대상 2013 작품상       |
| 요시자와 아키호 | S1            | aina group           | 6위     | 5위     | 15위     | AV 30 인기투표 3위                     |
| Rio             | 아이디어 포켓 | T-POWERS             | 13위    | 20위    | 37위     | 스카파! 성인방송대상 2008 여배우상     |
| Rio             | 아이디어 포켓 | T-POWERS             | 13위    | 20위    | 37위     | AV 30 인기투표 10위                    |

| 2015년          | 2015년        | 2015년            | 2015년  | 2015년  | 2015년   | 2015년                                    |
| 이름            | 전속          | 소속사            | 데이터  | 데이터  | 데이터   | 비고                                      |
| 이름            | 전속          | 소속사            | VOD매출 | DVD매출 | 대여매출 | 비고                                      |
| --------------- | ------------- | ----------------- | ------- | ------- | -------- | ----------------------------------------- |
| 아키야마 쇼코   | MOODYZ        | ACT               | -       | 46위    | -        |                                           |
| 우츠노미야 시온 | -             | -                 | 31위    | 3위     | 5위      | 이미 은퇴했기 때문에 제외                 |
| 오키타 안리     | MOODYZ        | At Honeys         | 26위    | 47위    | 45위     |                                           |
| 키시 아이노     | 아이디어 포켓 | Duo Entertainment | 24위    | 74위    | 69위     | 2년 연속 노미네이트                       |
| 키시 아이노     | 아이디어 포켓 | Duo Entertainment | 24위    | 74위    | 69위     | AV OPEN 2014 슈퍼 헤비급 3위              |
| 코지마 미나미   | S1            | mine's            | -       | 24위    | 20위     | AIDL5 2013 우승                           |
| JULIA           | MOODYZ        | Production CLAP   | 10위    | 4위     | 14위     | 2년 연속 노미네이트                       |
| JULIA           | OPPAI         | Production CLAP   | 10위    | 4위     | 14위     | 2년 연속 노미네이트                       |
| 시라이시 마리나 | SOD create    | Bambi Promotion   | -       | 17위    | 17위     | 2014 최우수신인상                         |
| 시라이시 마리나 | SOD create    | Bambi Promotion   | -       | 17위    | 17위     | 성인 DVD 그랑프리 주목 여배우 2위         |
| 스즈무라 아이리 | PRESTIGE      | LOTUS TOKYO       | 6위     | 11위    | 2위      | 홍보 활동을 제한하고 있기 때문에 제외     |
| 후유츠키 카에데 | PRESTIGE      | T-POWERS          | 25위    | 28위    | 22위     | AV 그랑프리 2008 여배우 부문 최우수작품상 |
| 후유츠키 카에데 | PRESTIGE      | T-POWERS          | 25위    | 28위    | 22위     | AV 30 인기투표 85위                       |
| 미나토 리쿠     | -             | Five promotion    | 7위     | 48위    | 13위     |                                           |
| 모모타니 에리카 | -             | -                 | 15위    | 16위    | 3위      | 이미 은퇴했기 때문에 제외                 |
| 유메 카나       | MAXING        | Star World Agency | -       | 25위    | 84위     | 스카파! 성인방송대상 2012 신인여배우상    |
| 유메 카나       | MAXING        | Star World Agency | -       | 25위    | 84위     | AV 30 인기투표 20위                       |
| 요시자와 아키호 | MAXING        | aina group        | 13위    | 6위     | 12위     | 2년 연속 노미네이트                       |
| 요시자와 아키호 | S1            | aina group        | 13위    | 6위     | 12위     | 성인 DVD 그랑프리 여배우 전당 입성 2위    |

### 최우수신인상
| 2014년          | 2014년        | 2014년 | 2014년              | 2014년  | 2014년  | 2014년   | 2014년                                 |
| 이름            | 전속          | 데뷔   | 소속사              | 데이터  | 데이터  | 데이터   | 비고                                   |
| 이름            | 전속          | 데뷔   | 소속사              | VOD매출 | DVD매출 | 대여매출 | 비고                                   |
| --------------- | ------------- | ------ | ------------------- | ------- | ------- | -------- | -------------------------------------- |
| 아이다 미나미   | -             | 7월    | -                   | -       | 16위    | 57위     | 이미 은퇴했기 때문에 제외              |
| 우스이 사류     | 아이디어 포켓 | 3월    | 미공개              | -       | 51위    | -        |                                        |
| 우츠노미야 시온 | S1            | 9월    | EIGHTMAN PRODUCTION | -       | 8위     | -        | 홍보 활동을 제한하고 있기 때문에 제외  |
| 오가와 리오     | S1            | 2월    | 미공개              | -       | 10위    | 28위     | 자진 사퇴                              |
| 키지마 아이리   | 아이디어 포켓 | 7월    | Duo Entertainment   | -       | 18위    | -        | 상위 3위 이내 득표자                   |
| 사쿠라이 아유   | -             | 3월    | T-POWERS            | -       | 70위    | 94위     | 상위 3위 이내 득표자                   |
| 시라이시 마리나 | SOD create    | 6월    | Bambi Promotion     | -       | 19위    | 89위     | 스파카! 성인방송대상 2014 신인여배우상 |
| 시라이시 마리나 | SOD create    | 6월    | Bambi Promotion     | -       | 19위    | 89위     | 상위 3위 이내 득표자                   |
| 스즈무라 아이리 | PRESTIGE      | 2월    | LOTUS TOKYO         | 23위    | 21위    | 3위      | 홍보 활동을 제한하고 있기 때문에 제외  |
| 타치바나 리사   | -             | 2월    | -                   | -       | 2위     | 21위     | 이미 은퇴했기 때문에 제외              |
| 나루미야 루리   | -             | 1월    | -                   | -       | 13위    | 10위     | 이미 은퇴했기 때문에 제외              |
| 니이야마 란     | S1            | 5월    | Vanquish            | -       | 57위    | -        | 그라비아 아이돌                        |
| 니시카와 유이   | MOODYZ        | 5월    | DECLARE             | -       | 45위    | 69위     |                                        |
| 유메노 아이카   | S1            | 5월    | 테스터              | -       | 42위    | 69위     |                                        |
| 요시카와 아이미 | teamZERO      | 1월    | Diva Promotion      | -       | 22위    | 18위     |                                        |
| 요시나가 아카네 | -             | 2월    | 미공개              | -       | 32위    | 32위     | 홍보 활동을 제한하고 있기 때문에 제외  |

| 2015년          | 2015년        | 2015년 | 2015년                 | 2015년  | 2015년  | 2015년   | 2015년                             |
| 이름            | 전속          | 데뷔   | 소속사                 | 데이터  | 데이터  | 데이터   | 비고                               |
| 이름            | 전속          | 데뷔   | 소속사                 | VOD매출 | DVD매출 | 대여매출 | 비고                               |
| --------------- | ------------- | ------ | ---------------------- | ------- | ------- | -------- | ---------------------------------- |
| 아오이          | S1            | 10월   | LANTANA                | -       | -       | -        |                                    |
| 아즈마 린       | 타메이케 고로 | 9월    | LANTANA                | -       | -       | -        | AV OPEN 2014 미들급 2위            |
| 아마츠카 모에   | S1            | 7월    | Bambi Promotion        | -       | 86위    | 28위     |                                    |
| 아야노 나나     | MAX-A         | 10월   | LANTANA                | -       | 73위    | -        |                                    |
| 사쿠라 유라     | kawaii*       | 2월    | PRIME AGENCY           | -       | 19위    | 26위     | 아이돌 출신                        |
| 츠지모토 안     | teamZERO      | 3월    | Production CLAP        | -       | 14위    | 78위     | 그라비아 아이돌 출신               |
| 나가세 마미     | 앨리스 JAPAN  | 9월    | 딜라이트 스튜디오      | -       | -       | -        | 아이돌 출신                        |
| 니시다 카리나   | MOODYZ        | 8월    | Grand MODEL PRODUCTION | -       | -       | -        |                                    |
| 하츠카와 미나미 | MOODYZ        | 3월    | T-POWERS               | 90위    | 9위     | 8위      |                                    |
| 호시노 하루카   | -             | 10월   | -                      | -       | 97위    | 59위     | 미디어 출연 거부 및 현재 상태 불명 |
| 유즈키 아이     | PRESTIGE      | 2월    | funit! entertainment   | -       | -       | -        |                                    |

## 수상

### 2014년

#### 개인상
- 최우수여배우상[9][10]
  - 플래티넘 : 우에하라 아이
  - 골드 : 아야미 슌카
- 최우수신인상 : 시라이시 마리나[11]
- 특별상 : 아사미 유마[12]
- 화제상 : 요시자와 아키호, 아스카 키라라
- 특별발표자상 : 요시카와 아이미

#### 작품상
- 최우수작품상
  - 통신 판매 : 타치바나 리사 AV debut(橘梨紗 AV debut, SOD create, 2013년 2월 7일 발매)
  - 웹 동영상 : 절대적인 미소녀를 빌려드립니다. ACT. 32 스즈무라 아이리(絶対的美少女、お貸しします。 ACT.32 鈴村あいり, PRESTUGE, 2013년 4월 26일 발매)
  - 작품 대여 : 신인 NO.1 STYLE 스타 후보생, 오가와 리오(新人NO.1 STYLE スター候補生 緒川りお, S1, 2013년 2월 24일 발매)

### 2015년

#### 개인상
- 최우수여배우상 : 미나토 리쿠[13]
- 우수여배우상 : 시라이시 마리나
- 최우수신인상 : 아마츠카 모에[14]
- 특별상 : 키시 아이노[15]
- 화제상 : 사쿠라 유라
- 특별발표자상 : 아즈마 린
- 미디어상 : 코지마 미나미

#### 작품상
- 최우수작품상
  - 통신 판매 : R18 진짜 5번! 요네자와 루미(R18 ガチ5本番! 城田理加, MUTEKI, 2014년 12월 1일 발매)
  - 웹 동영상 : 모모타니 에리카가 봉사하는 최신 중독 에스테틱(桃谷エリカがご奉仕しちゃう 超最新やみつきエステ, PRESTIGE, 2014년 5월 1일 발매)
  - 작품 대여 : 현역 여대생! 부끄럽고, 귀엽고, 부드러운 18세 AV 데뷔! 하츠카와 미나미(現役女子大生!! 照れカワ、ふんわり18歳 AVデビュー!! 初川みなみ, MOODYZ, 2014년 3월 1일 발매)

## 같이 보기
- AV OPEN
- AV 그랑프리
- 무디즈 연말 대감사제

| 일본의 메이저 성인비디오상 | 일본의 메이저 성인비디오상          | 일본의 메이저 성인비디오상 |
| -------------------------- | ----------------------------------- | -------------------------- |
| 이전 대회                  | AV OPEN / DMM성인상 (2014년 ~ 현재) | 다음 대회                  |
| AV 그랑프리                | AV OPEN / DMM성인상 (2014년 ~ 현재) | '                          |